# Seznam švédských králů

Znak Švédského království

Toto je seznam švédských králů včetně regentů. Ve středověku byli švédští králové voleni u kamenů Mora. Volby krále zrušil Gustav I. Vasa v roce 1544 a zavedl monarchií dědičnou.

## Králové z roduYnglingů (Munsöů)
- 970–995: Erik (VI.) Švédský
- 995–1022: Olof Skötkonung
- 1022–1050: Jakob Anund
- 1050–1060: Emund Gammal

## Králové z roduStenkilů
- 1060–1066: Stenkil
- 1066–1067: Erik Stenkilsson
- 1067–1070: Halsten Stenkilsson
- 1070–1070: Anund Gårdske
- 1070–1079: Haakon Rudý

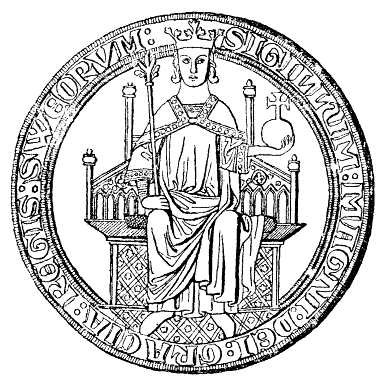
Magnus III. Švédský

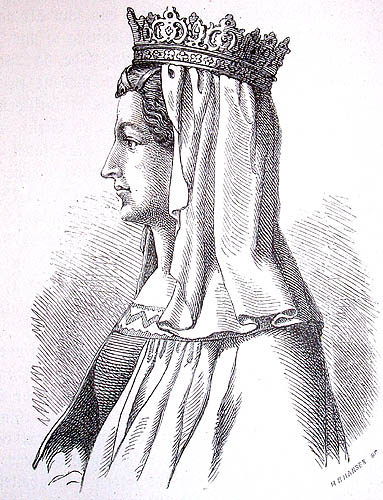
Markéta I. Dánská (1884)

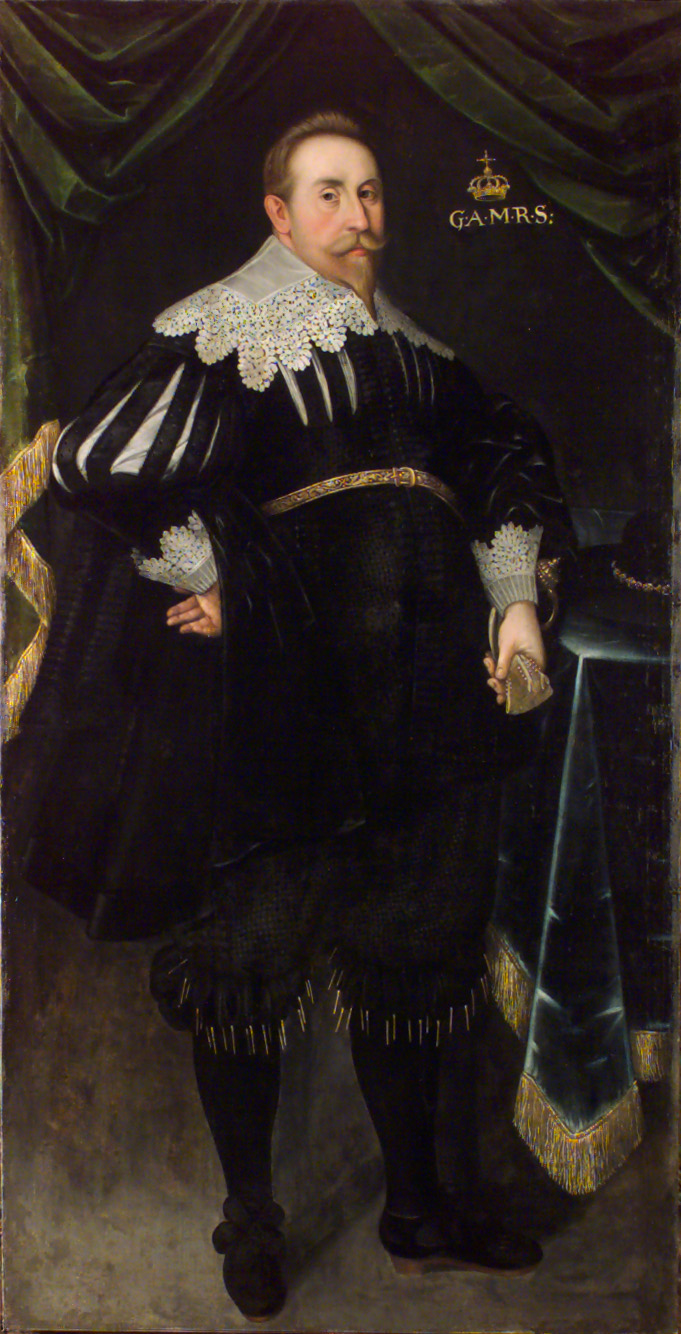
Gustav II. Adolf Vasa

Kristýna I. Švédská

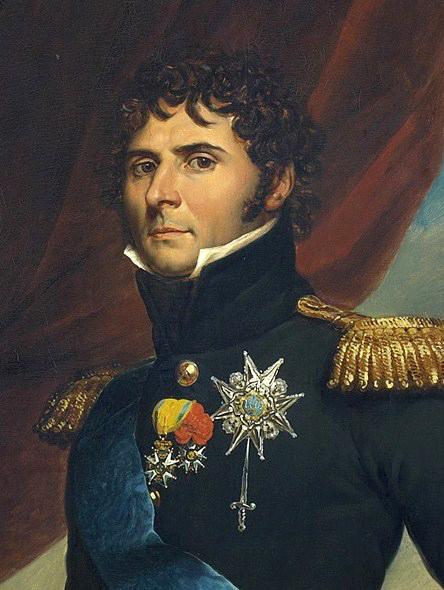
Karel XIV.

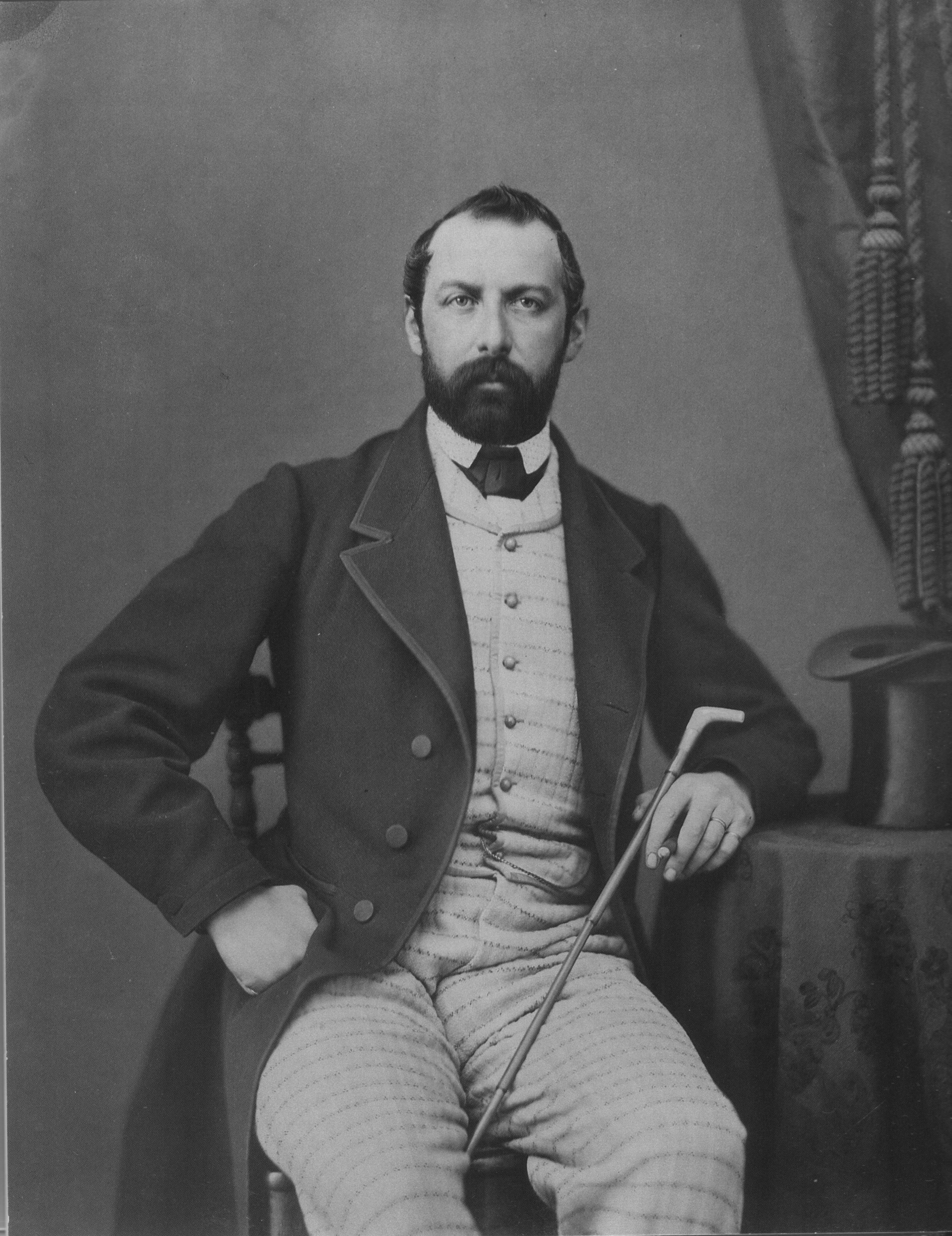
Karel XV.

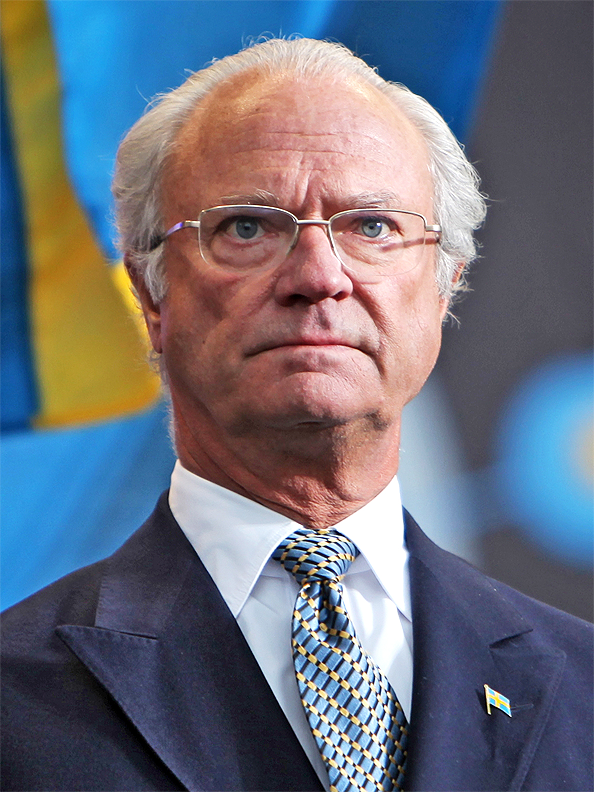
Karel XVI. Gustav

- 1079–1084 a 1087–1105: Inge I. Starší
- 1084–1087: Blot-Sven, poslední švédský pohanský král, zabit
- 1087–1088: Erik Årsäll, syn Blot-Svena
- 1105–1118: Filip Halsten (Filip Halstensson), syn Halstena, nevlastního bratra Inge Staršího
- 1105–1125: Inge II. Mladší (Inge Halstensson), bratr Filipa
- 1125–1125: Ragnvald Knaphövde, snad syn Inge Staršího, snad Olofa Näskonunga, zavražděn
- 1125–1130: Magnus I. Silný, dánský princ, vnuk Inge Staršího, král Götalandu

## Králové z roduSverkerůaErikovců
- 1130–1156: Sverker I.
- 1156–1160: Erik IX. Svatý
- 1160–1161: Magnus II.
- 1161–1167: Karel VII.
- 1167–1196: Knut I.
- 1196–1208: Sverker II.
- 1208–1216: Erik X. Knutsson
- 1216–1222: Jan I. Sverkersson
- 1222–1229 a 1234–1250: Erik XI.
- 1229–1234: Knut II.

## Vládci a králové z roduFolkungů (Bjälboů)
- 1248–1250: Birger – jarl Švédska a regent za svého syna Valdemara v letech 1250–1266
- 1250–1275: Valdemar I. Birgersson
- 1275–1290: Magnus III. Švédský
- 1290–1318: Birger Magnusson
- 1318–1319: regent Mats Kettilmundson
- 1319–1364: Magnus IV. Švédský
  - 1356–1359: Erik XII. Magnusson
  - 1362–1364: Haakon VI. Magnusson
- 1363–1389: Albrecht Meklenburský
- 1385–1387: Olof Haakonson

## KrálovéKalmarské unie
- 1389–1412: Markéta I. Dánská
- 1412–1439: Erik XIII. Švédský
- 1435–1436: regent Engelbrekt Engelbrektsson
- 1438–1440: regent Karel Knutsson
- 1440–1448: Kryštof III. Bavorský, pocházel z dynastie Witteslbachů
- 1448–1448: regent Bengt Jönsson Oxenstiern a Nils Jönsson Oxenstiern
- 1448–1457: Karel VIII. Knutsson
- 1457–1457: regent Jöns Bengtsson Oxenstiern, arcibiskup z Upsaly, a Erik Axelsson Tott
- 1457–1464: Kristián I. Dánský
- 1464–1465: Karel VIII. Knutsson
- 1465–1465: regent Kettil Karlsson Vasa, biskup z Linköpingu
- 1465–1466: regent Jöns Bengtsson Oxenstiern
- 1466–1467: regent Erik Axelsson Tott
- 1467–1470: Karel VIII. Knutsson
- 1470–1497: regent Sten Sture
- 1497–1501: Jan I. Dánský
- 1501–1503: regent Sten Sture
- 1504–1511: regent Svante Nilsson
- 1512–1512: regent Erik Arvidsson Trolle
- 1512–1520: regent Sten Sture
- 1520–1521: Kristián II. Dánský

## Králové z roduVasa
- 1523–1560: Gustav I.
- 1560–1568: Erik XIV.
- 1568–1592: Jan III.
- 1592–1599: Zikmund I.
- 1599–1611: Karel IX.
- 1611–1632: Gustav II. Adolf
- 1632–1654: Kristýna I.

Jediná dcera krále Gustava II. Adolfa Kristýna nemohla mít děti a roku 1654 abdikovala. Dědicem trůnu se stal její bratranec Karel X. Gustav, jehož matka Kateřina Švédská byla dcera krále Karla IX. a jeho otcem Jan Kazimír Falcko-Kleeburský z rodu Wittelsbachů.

## Králové z roduWittelsbachů(Falcko-Zweibrücken-Kleeburg větev)
- 1654–1660: Karel X. Gustav
- 1660–1697: Karel XI.
- 1697–1718: Karel XII.
- 1718–1720: Ulrika Eleonora

## Králové z roduHesenských
- 1720–1751 Frederik I. Švédský, hesensko-kasselský lankrabě

## Králové z roduHolstein-Gottorp
- 1751–1771: Adolf I. Fridrich
- 1771–1792: Gustav III.
- 1792–1809: Gustav IV. Adolf
- 1809–1818: Karel XIII.

## Králové z roduBernadotte
- 1818–1844: Karel XIV. Jan
- 1844–1859: Oskar I.
- 1859–1872: Karel XV.
- 1872–1907: Oskar II.
- 1907–1950: Gustav V.
- 1950–1973: Gustav VI. Adolf
- od 1973: Karel XVI. Gustav